# Toxopatagus
Toxopatagus is een geslacht van uitgestorven zee-egels uit de familie Hemipneustidae.

## Verspreiding en leefgebied
Vertegenwoordigers van dit geslacht leefden tijdens het Midden-Mioceen in Italië.